# Воєводське (Первомайський район)
Воєво́дське — село в Україні, у Благодатненській сільській громаді Первомайського району Миколаївської області. Населення становить 1452 особи.
Село розташоване за 25 км на північ від смт Арбузинка і за 10 км від залізничної платформи Глиняна на лінії Підгородна — Помічна Одеської залізниці.

## Археологічні розвідки
На території Воєводського виявлені сліди поселення епохи пізньої бронзи (кінець II — почало I тисячоліття до н. ери).

## Історія
Село засноване в середині XVIII ст. на місці козацького зимівника.
Станом на 1886 рік у колишньому власницькому селі Воєводське (Акацатова, Корабельна) Катеринівської волості Єлисаветградського повіту Херсонської губернії мешкало 464 особи, налічувалось 74 дворових господарства, існували лавка, паровий млин, винокурний завод.
За даними 1894 року у селі Лисогірської волості мешкало 770 осіб (387 чоловічої статі та 383 — жіночої), налічувалось 128 дворових господарств, існували православна церква й 2 лавки.
За переписом 1897 року кількість мешканців зросла до 950 осіб (475 чоловічої статі та 475 — жіночої), з яких 906 — православної віри.
На початку 1920-х років у Воєводському відкрита станція прокату сільськогосподарського інвентаря, а в 1924 р. — агробаза ім. В. Я. Чубаря, реорганізована в 1930 р. в радгосп ім. Власа Чубаря.
У боротьбі з нацистськими загарбниками в роки Другої світової війни брали участь 414 жителі села, 151 з них загинули, 363 — за бойові подвиги удостоєні урядових нагород.
У 1974 р. в селі відкритий пам'ятник воїнам-односельцям, в 1977 р. — воїнам-визволителям, полеглим у боротьбі з гітлерівцями.
За доблесну працю 51 житель села удостоєний урядових нагород, у тому числі ордени Леніна — працівники госплемзавода: свинарка Н. Г. Дубова, доярка Л. М. Шевченко і телятник В. Д. Петренко; ордени Жовтневої Революції — керівник відділенням колгоспу Г. Ф. Богачов, завідувач фермою госплемзавода М. Ф. Плакущий; ордени Трудового Червоного Прапора — 22 людини.

## Населення
Згідно з переписом УРСР 1989 року чисельність наявного населення села становила 1645 осіб, з яких 751 чоловік та 894 жінки.
За переписом населення України 2001 року в селі мешкали 1452 особи.

### Мова
Розподіл населення за рідною мовою за даними перепису 2001 року:
| Мова       | Чисельність | Відсоток |
| ---------- | ----------- | -------- |
| українська | 1375        | 94,70%   |
| румунська  | 39          | 2,69%    |
| російська  | 38          | 2,61%    |
| Усього     | 1452        | 100%     |

## Економіка
У Воєводському обробляється[коли?] 6094 га сільськогосподарських угідь, у тому числі 5500 га орних земель. Основний напрям господарства — рослинництво і тваринництво. Держплемзавод, що має в своєму розпорядженні 2309 га сільськогосподарських угідь, у тому числі 2200 га орних земель, спеціалізується на розведенні племінних свиней. Тут вирощують і зернові культури.

## Освіта і культура
У Воєводському є середня школа (16 учителів і 151 учень), будинок культури із залом на 420 місць, дві бібліотеки з фондом 18,4 тис. книг, фельдшерсько-акушерський пункт, двоє дитячих ясел-садів на 100 місць, п'ять магазинів, відділення Укрпошти.

## Зв'язок
У Воєводському функціонує дві базові станції операторів стільникового зв'язку: Київстар GSM та МТС Life

## Постаті
- Малий Дмитро Володимирович — агроном, заслужений працівник сільського господарства України[7].